# Gustav Hermann Schulze
Gustav Hermann Schulze (* 12. August 1833 in Steinigtwolmsdorf; † 15. Februar 1901 in Neusalza) war ein sächsischer Jurist, später Justizrat, Historiker und Heimatforscher der Oberlausitz.

## Leben und Wirken
Gustav Hermann Schulze wurde während der Zeit des Vormärz im kleinstaatlich zersplitterten Deutschland in der kleinen Gemeinde Steinigtwolmsdorf südlich von Bautzen in der damaligen königlich-sächsischen Oberlausitz geboren.
In einem bürgerlichen Elternhaus aufgewachsen, erhielt er eine höhere Schulausbildung, die anscheinend im Gymnasium Bautzen erfolgte und die auch Lateinunterricht beinhaltete.
Nach dem Abschluss entschied er sich für das Studium der Jurisprudenz, der Rechtswissenschaft.

### Jurist und Regionalhistoriker
Anschließend führte in die weitere berufliche Entwicklung nach 1855 an das damalige königliche Amtsgericht der Stadt Neusalza unter Gerichtsdirektor Carl Ernst Müller. Er war zunächst als Referendar tätig, später als Advokat. Für seine Verdienste erhielt er in der Folgezeit den Ehrentitel „Justizrat“ verliehen. Gustav Hermann Schulze war sehr bodenständig. Er verfolgte keine Karriereabsichten auf regionaler oder gar Landesebene, sondern blieb der Stadt Neusalza bis zu seinem Tod verbunden.
Seine Stellung am Amtsgericht ermöglichte ihm in den späteren Jahren sich musisch zu entfalten. Justizrat Schulze entdeckte sein Talent als Historiker und Archivar, die Geschichte seiner Heimat Oberlausitz weiter zu erforschen. Die Beherrschung des Lateinischen war ihm dabei sehr von Nutzen. In der Zeit zwischen 1862 und 1875 veröffentlichte er eine Reihe von Schriften, die bis heute für die Geschichte Neusalza-Sprembergs und der Oberlausitz ihren Wert nicht verloren haben.
Hervorzuheben sind dabei seine Untersuchungen zur strittigen Problematik der sogenannten Oberlausitzer Grenzurkunde von 1241 und der Übersetzung ihres lateinischen Textes ins Deutsche, insbesondere zum Burgward Dolgowitz. Schulze wurde damit zu einem Wegbereiter für die grundlegenden Forschungen von Alfred Meiche und Richard Jecht.

### Mitinitiator der Süd-Lausitzer Bahn
Als juristische Persönlichkeit erwarb er sich besondere Verdienste im „Komitee für Errichtung einer Eisenbahn für die südliche Oberlausitz“ unter Vorsitz des Neusalzaer Bürgermeisters August Adolph Tuchatsch, der das Amt von 1857 bis 1885 bekleidete. Dieses Gremium, in dem er Schriftführer war, bewirkte, dass die Kommunen Neusalza und Spremberg am 1. Mai 1875 an die Eisenbahnteilstrecke Sohland/Spree – Ebersbach/Sa. angeschlossen wurden und einen gemeinsamen Bahnhof erhielten, der bereits den Namen „Neusalza-Spremberg“ trug. Die verstreuten Veröffentlichungen Schulzes gab sein Sohn Herman Kurt Schulze sechzehn Jahre nach dem Tod des Vaters in einem Sammelband 1917 in Ebersbach/Sa. heraus. Der Jurist und Historiker Gustav Hermann Schulze fand seine letzte Ruhestätte auf dem städtischen Friedhof Neusalza auf dem Lindenberg. Sein Grabstein ist heute nicht mehr vorhanden. Das Gebäude des ehemaligen Amtsgerichts – Schulzes Wirkungsstätte – existierte bis 1952, beherbergte danach bis 1992 eine Berufsschule und ist seit 1993 der Sitz der Verwaltungsgemeinschaft der Stadt Neusalza-Spremberg mit Friedersdorf (Spree), Dürrhennersdorf und Schönbach.

## Veröffentlichungen (Auswahl)
- Zur südlausitzer Eisenbahnfrage (1862–1875),
- Aus Neusalzas Vorzeit mit Spremberg und Darlegungen zur Oberlausitzer Grenzurkunde, insbesondere zum Burgward Dolgowitz (1873),
- Die zweite Säkularfeier Neusalzas (1873),
- Der Valtenberg bei Neukirch (1874, 1883),
- Steinigtwolmsdorf (1875),
- Nekrologe für Carl Ernst Müller, Gerichtsdirektor in Neusalza (1876) und August Adolph Tuchatsch, Bürgermeister in Neusalza (1890),
- Der Kottmar (1881).
- Denkschrift des Stadtgemeinderats Neusalza, die Ausflurung eines Teils des Grundstücks Blatt 218 in Spremberg und dessen Einbezirkung nach Neusalza betreffend (1888)
- Des Casino im Städtlein Neusalza wahrhaftige Chronik, Festschrift zum 50jährigen Jubiläum desselben (1884)